# Rhynocoris iracundus
Réduve irascible
Espèce
Rhynocoris iracundus, le Réduve irascible, est une espèce d'insectes hémiptères de la famille des Reduviidae.

## Description
Comme toutes les espèces de la famille des Reduviidae, Rhynocoris iracundus présente un rostre long, ainsi qu'une tête fine et allongée en comparaison avec la majorité des autres hétéroptères. Son rostre est rouge à la base et noir à l'extrémité.
La partie sclérifiée de l'hémélytre est rouge, tandis que la membranée est rouge. Les connexivums sont rayés de noir et de rouge.

## Répartition
L'espèce fréquente les milieux bien ensoleillés : garrigues, lisières de forêts et prairies fleuries.
Espèce méditerranéenne, on la retrouve surtout autour de la vallée du Rhône et dans le Sud de la France, mais on la retrouve dans une grande partie de l'Europe.

## Régime alimentaire
Espèce prédatrice, la réduve irascible se nourrit principalement d'hyménoptères, ainsi que de chenilles, d'araignées et de petits coléoptères.
Elle chasse en prairie, parfois à l'affut sous des fleurs d'apiacées.

## Dénominations
Ce taxon porte en français le nom vernaculaire ou normalisé suivant : Réduve irascible.

## Systématique
Le nom valide complet (avec auteur) de ce taxon est Rhynocoris iracundus (Poda, 1761).
L'espèce a été initialement classée dans le genre Cimex sous le protonyme Cimex iracundus Poda, 1761.
Rhynocoris iracundus a pour synonymes :
- Cimex iracundus Poda, 1761
- Harpactor iracundus (Poda, 1761)
- Reduvius cruentus Fabricius, 1787
- Rhinocoris iracundus (Poda, 1761)
- Rhynocoris cruentus (Fabricius, 1787)
- Rhynocoris hierapolitanus Dispons, 1964
- Rhynocoris ocreatus Dispons, 1964